# Station 's Herenelderen
Station 's Herenelderen is een voormalige spoorweghalte langs spoorlijn 34 (Hasselt-Tongeren-Luik) in 's Herenelderen, een deelgemeente van de Belgische gemeente Tongeren-Borgloon. Het station van 's Herenelderen was slechts een stopplaats en werd niet door personeel bediend.
Het station 's Herenelderen bevindt zich op het traject tussen Beverst en Tongeren. Dit gedeelte van spoorlijn 34 werd geopend op 9 november 1863.
0,0: Hasselt ·
3,7: Godsheide ·
7,2: Diepenbeek ·
15,0: Beverst ·
17,2: Bilzen ·
19,3: Hoeselt ·
22,1: Alt-Hoeselt ·
24,4: 's Herenelderen ·
27,7: Tongeren ·
31,5: Nerem ·
32,0: Vreren-Nerem ·
33,1: Glaaien ·
37,7: Villers-Juprelle ·
40,3: Liers ·
42,9: Milmort ·
43,9: Milmort-Charbonnage ·
45,4: La Préalle ·
46,2: Rue Charlemagne ·
48,0: Herstal ·
49,4: Jolivet ·
50,6: Luik-Vivegnis ·
51,6: Luik-Sint-Lambertus ·
53,0: Luik-Carré ·
54,8: Luik-Guillemins